# Кеичо
Кеичо (慶長) је јапанска ера (ненко) која је настала после Бунроку и пре Гена ере. Временски је трајала од октобра 1596. до јула 1615. године и била је последња ера Момојама периода. Владајући цареви били су Го Јозеи и Го Мизуно. Ера је именована како би обележила престанак разних природних непогода.

## Важнији догађаји Кеичо ере
- 1596. (Кеичо 1): Инвазија Јапана на Кореју.
- 18. септембар 1598. (Кеичо 3, осамнаести дан осмог месеца): Тојотоми Хидејоши умире у 63 години живота.[4]
- 21. октобар 1600. (Кеичо 5, петнаести дан деветог месеца): Битка код Секигахаре. Токугава клан успева да збрише све противнике власти.[4]
- 15. јануар 1602. (Кеичо 7, двадесетчетврти дан једанаестог месеца): Избија пожар у храму Хокоџи у Кјоту од стране неопрезних радника.[5]
- 1603. (Кеичо 8): Токугава Ијејасу постаје шогун, чиме се започиње период Токугава шогуната. Тојотоми Хидејори постаје наидаиџин у Мијаку.[6]
- 1604-1606. (Кеичо 9-11): Токугава Ијејасу преузима на себе поновну изградњу храма Асама како би се захвалио боговима на помоћи у бици код Секигахаре.[7]
- 1605. (Кеичо 10): Токугава Хидетада је именован наследником шогуната.
- 1605. (Кеичо 10): Наручена је прва званична мапа Јапана (која ће бити израђена 1639. године), размере 1:280.000.[8]
- 23. јануар 1605. (Кеичо 10, петнаести дан дванаестог месеца): Ново вулканско острво Хачиџоко џима, уздигло се из воде близу острва Изу.[6]
- 1606. (Кеичо 11): Започета је изградња Едо замка.[6]
- 1607. (Кеичо 12): Започета је изградња Сумпу замка у провинцији Суруга. Дипломата из Кине долази у Јапан где га уз срдачне поздраве прима лично цар.[6]

- 1609. (Кеичо 14): Шимазу клан и даимјо области Сацума врши инвазију на острва Рјукју (која је у то време засебна краљевина).[6]
- 24. август 1609. (Кеичо 14, двадесетпети дан шестог месеца): Холандској источно-индијској компанији издата је дозвола за трговину у име шогуна Токугаве Ијејасуа.
- 15. новембар 1610. (Кеичо 15, тридесети дан деветог месеца): Тојотоми Хидејори спонзорише радове на поновној изградњи Хокоџи храма који је и његов отац раније подржавао. У ове радове спада и поновно постављање великог буде у Кјоту која би за разлику од претходника од дрвета, био урађен у бронзи. У исто време Хидејори наручује и израду бронзаног звона.[9]
- 20. мај 1610. (Кеичо 15, двадесетседми дан трећег месеца): Хидејори долази у Кјото како би посетио тад већ бившег шогуна Такугаве Ијејасуа. Истог дана цар абдицира у корист свога сина Масахита.[6]
- 1611. (Кеичо 16): Цар Го Мизуно званично преузима трон.
- 1613. (Кеичо 18): Од 1613. до 1620. Хасекура Цуненага одлази у дипломацку мисију за Ватикан путујући кроз Нову Шпанију (из Акапулта путујући за Веракруз) посећујући луке за Европу. На свом путу назад, Хасекура и његови сапутници вратили су се преко Мексика, пловећи од Акапулка за Манилу и онда северно за Јапан.[10]
- 1614. (Кеичо 19): Опсада Осаке. Шогун протерује Хидејорима и пали замак Осака а затим се враћа за Едо.[11]

- 24. август 1614. (Кеичо 19, деветнаести дан седмог месеца): Исковано је ново звоно за храм Хокоџи. -- слика из 19. века,стара слика звона; али упркос труду и посвећености Ијејасу забрањује све догађаје које се тичу овог звона:

"На великом звону налазио се запис "Кока анко" (што у преводу значи "држава и дом, мир и спокојство"), што је Токугава Ијејасу видео као увреду наводећи да су карактери изабрани за текст уклесани као проклетство намењено њему. Наиме карактер 安 (ан, "мир") које је постављено између два карактера које је он користио за записивање свог имена 家康 ("ка-ко", "кућно спокојство") може да алудира на то да се мир може осигурати само уз одстрањивање Ијејасуа. Овакво тумачење ипак је био само изговор јер је Ијејасу схватио да не може да приграби потпуну моћ све док је Хидејори жив. Због овог тумачења кереи Катагири Кацумото више пута се извињавао шогуну али је Ијејасу одбио да се примири и прихвати звоно.
- 18. октобар 1614. (Кеичо 19, двадесетпети дан десетог месеца): Избија снажан земљотрес у Кјоту.[11]
- 1615. (Кеичо 20): Почиње летњи рат у Осаки.

### Новитети у ери
- Издате су бакарне, сребрне и златне кованице под именом „Кеичо цухо“ које су помогле у учвршћивању и стабилизовању економије.[13]
- Издата је царска публикација Кеичо-чокухан, позната и као Кеичо шинкоку-бон, под наређењем цара Го Јозеија. За њено штампање коришћена је технологија увезена из Џосеона (Кореје).[14]
- Технологијом штампе из Кореје започиње Кеичо но кацуџи-бан које је удружено име за сву штампу створено овом методом у Кеичо ери.[15]
- Издата је књига Ствари које смо чули и видели током Кеичо ере (Кеичо кемон-шу) позната и као Кембун-шу која је колекција прича и анегдота сакупљена од стране Миуре Јошина (1565-1644).[16]